# Дідорівка (озеро)
Дідорівка — ставок  на Голосіївському струмку в Голосіївському лісі. Береги ставка Дідорівка частково штучно закріплені.
У літній період ставок Дідорівка є місцем відпочинку містян, де діє прокат катамаранів та човнів. У зимовий період ставки замерзають повністю. Біля ставка розташована база Університету фізкультури, зокрема, тут проводяться змагання з гірських видів спорту, тріатлону.

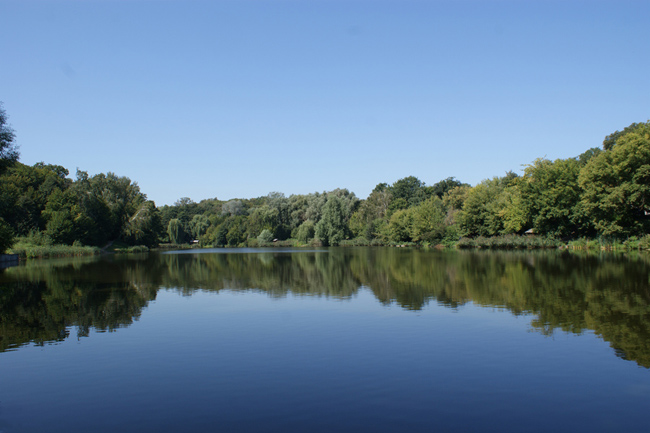
Загальний вигляд озера Дідорівка

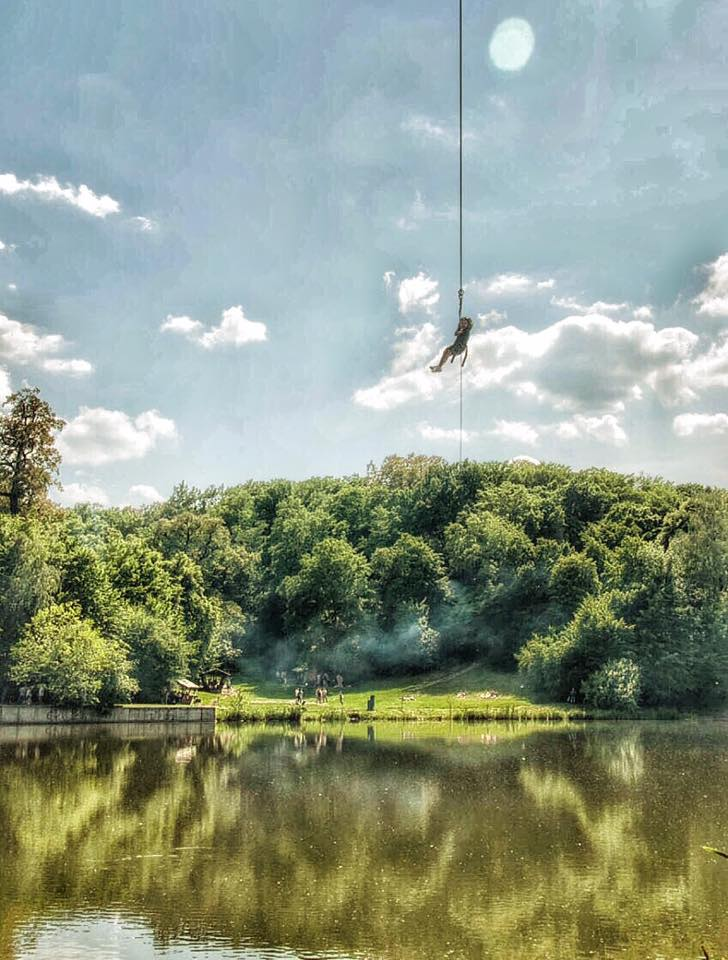
Зіплайн на озері Дідорівка